# Erika Nymgau-Odemar
Erika Nymgau-Odemar, nata Viktoria Rafaela Alma Nickau (Lipsia, 1889 – Merano, 1981), è stata un'attrice teatrale, attrice cinematografica e doppiatrice tedesca, moglie dell'attore Fritz Odemar e madre dell'attore Erik Ode.

## Biografia
Erika Nymgau-Odemar nacque da Richard Nickau, proprietario di una fabbrica di birra, e dalla moglie Johanna. Dopo la maturità scolastica si diede alla formazione teatrale presso Hans Mühlhofer, a Berlino. Contemporaneamente arrivarono i primi ruoli in teatro a Lipsia, Bochum e Brema. Nel 1913 entrò all'Altonaer Stadttheater nel ruolo del ragazzo Olaf per la commedia Le colonne della società di Henrik Ibsen. A partire dal 1914 cominciò a recitare presso i diversi teatri berlinesi. La Nymgau-Odemar fu attiva come attrice di teatro per tutta la durata della sua carriera, anche dopo la seconda guerra mondiale. Nel 1955 entrò a far parte del Theater am Kurfürstendamm.
Erika Nymgau-Odemar è apparsa anche in alcuni film, di solito come personaggio popolare o nel ruolo di matrona. A queste tipologie possono essere ricondotti la governante nel dramma amoroso Die Heilige und ihr Narr (1935, regia di Hans Deppe), l'oste italiana nel dramma Ombra e luce (Künstlerliebe) (1935, regia di Fritz Wendhausen) e la governante del tenore Tino Dossi nel musical Ave Maria (1936, regia di Johannes Riemann), al fianco del famoso Beniamino Gigli. Nel film per bambini Max e Moritz (1956, regia di Norbert Schultze) recitò il ruolo della vedova Bolte.
Alla carriera di attrice Erika Nymgau-Odemar affiancò quella di doppiatrice.
Era sposata con l'attore Fritz Odemar: dall'unione nacque un unico figlio, l'attore, regista e doppiatore Erik Ode.

## Filmografia (parziale)
- 1935: Die Heilige und ihr Narr
- 1935: Ombra e luce
- 1936: Ave Maria
- 1953: So ein Affentheater
- 1956: Max e Moritz

## Letteratura
- Glenzdorfs Internationales Film-Lexikon Volume 2 (Hed–Peis), Bad Münder 1961, pagg. 1221
- Kürschners Biographisches Theater-Handbuch, Berlino 1956, pagg. 527